# 55196 Marchini
55196 Marchini è un asteroide della fascia principale. Scoperto nel 2001, presenta un'orbita caratterizzata da un semiasse maggiore pari a 3,9955107 UA e da un'eccentricità di 0,1522417, inclinata di 5,56246° rispetto all'eclittica.
L'asteroide è dedicato all'italiano Alessandro Marchini, tecnico informatico presso il dipartimento di fisica e direttore dell'osservatorio astronomico dell'Università degli Studi di Siena, impegnato inoltre in attività di divulgazione dell'astronomia.